# Melanopleurus bicolor
Melanopleurus bicolor är en insektsart som först beskrevs av Herrich-schaeffer 1850.  Melanopleurus bicolor ingår i släktet Melanopleurus och familjen fröskinnbaggar. Inga underarter finns listade i Catalogue of Life.